# Toneladas por centímetro de inmersión
En ingeniería naval, se denomina toneladas por centímetro de inmersión o TPC a la masa en toneladas que debe agregarse a una embarcación, aplicado éste en el centro de gravedad de un buque, para lograr un incremento de un centímetro en el calado medio.
El nuevo plano de flotación se mantiene paralelo al inicial. 
Dado que la carena de un buque no es un paralelogramo, el valor del coeficiente TPC varía en función del calado medio considerado. Esta variación de calado es igual al peso de la rebanada de carena cuya base es el
área de flotación {\displaystyle {\mathit {A_{f}}}} inicial y su altura de un centímetro (volumen de la rebanada) por el peso específico del agua en que se encuentra flotando la embarcación.
Para el caso de agua de mar con un peso específico de 1,025 t/m³ tendríamos
{\displaystyle {\mathit {TPC}}=A_{f}{\color {red}(m^{2})}*0,01{\color {red}(m/cm)}*1,025{\color {red}(t/m^{3})}}
donde Af es el área de flotación. Las unidades se muestran en rojo.
El coeficiente TPC es proporcional al área de flotación, por lo que a mayor tamaño de buque mayor será el valor TPC.
Es muy usual encontrase para buques construidos en países sajones con el concepto tonaledas por pulgada, el concepto es el mismo, pero debe tenerse en cuenta que se refiere a toneladas inglesas y no a toneladas métricas. Una tonelada inglesa o tonelada corta equivale a 907,18474 kg.
Conocer este valor permite calcular con relativa facilidad la cantidad de carga a alijar para zafar una varadura que requiera una disminución de calado en una cantidad determinada de centímetros.